# Thomas Aquino Man’yō Maeda
Thomas Aquino Man’yō Maeda (jap. トマス・アクィナス 前田 万葉 Tomasu Akinasu Maeda Man’yō; ur. 3 marca 1949 w Tsuwasaki) – japoński duchowny rzymskokatolicki, biskup diecezjalny Hiroszimy w latach 2011–2014, arcybiskup metropolita Osaki w latach 2014–2023, arcybiskup metropolita Osaki–Takamatsu od 2023, kardynał od 2018.

## Życiorys
Święcenia kapłańskie przyjął 19 marca 1975 w archidiecezji Nagasaki. Był m.in. wydawcą diecezjalnego pisma, kierownikiem komisji ds. komunikacji społecznej, dziekanem oraz sekretarzem generalnym japońskiej Konferencji Episkopatu.
13 czerwca 2011 papież Benedykt XVI mianował go biskupem Hiroszimy. Sakry udzielił mu 23 września 2011 jego poprzednik na tej stolicy biskupiej Joseph Atsumi Misue. W dniu 20 sierpnia 2014 roku został mianowany przez papieża Franciszka arcybiskupem Osaki, zaś 23 września 2014 kanonicznie objął ten urząd.
W 2016 został wybrany wiceprzewodniczącym Konferencji Episkopatu Japonii.
20 maja 2018 podczas modlitwy Regina Coeli papież Franciszek ogłosił, że mianował go kardynałem. Jego kreacja kardynalska odbyła się na konsystorzu 28 czerwca 2018.
15 sierpnia 2023 papież Franciszek połączył archidiecezję Osaki i diecezję Takamatsu w archidiecezję Osaki-Takamatsu i mianował go jej pierwszym arcybiskupem metropolitą.   Brał udział w konklawe 2025, które wybrało papieża Leona XIV.